# Гайкини
Гàйкини е село в Северна България, община Габрово, област Габрово.

## География
Село Гайкини се намира на около 7 km северно от центъра на град Габрово и около километър северозападно от село Гръблевци. Разположено е в централната част на платото Стражата, по югоизточния долинен склон на течащо на североизток през съседното село Бобевци разклонение на ляв приток на река Янтра. Теренът на селото е с надморска височина около 500 m в югоизточния край и около 470 m – в северозападния.
До селото се стига по ляво отклонение след село Солари от общинския път, водещ от Габрово на север през селата Банковци, Солари, Иванили и Спанци към село Кози рог.

## История
През 1966 г. дотогавашното населено място колиби Гайкините е преименувано на Гайкини, а през 1995 г. колиби Гайкини придобива статута на село..

## Население
Населението на село Гайкини наброява 46 души при преброяването към 1934 г. и намалява до 5 към 1975 г., остава без постоянно живеещо население (по текущата демографска статистика за населението) към 2017 – 2019 г.
Преброяване на населението през 2011 г.
Численост и дял на етническите групи според преброяването на населението през 2011 г.:
|                     | Численост | Дял (в %) |
| Общо                | 2         | 100,00    |
| Българи             | 0         | 0,00      |
| Турци               | 0         | 0,00      |
| Цигани              | 0         | 0,00      |
| Други               | 0         | 0,00      |
| Не се самоопределят | 0         | 0,00      |
| Неотговорили        | 0         | 0,00      |